# Hypercompe steinbachi
Hypercompe steinbachi är en fjärilsart som beskrevs av Rothschild 1910. Hypercompe steinbachi ingår i släktet Hypercompe och familjen björnspinnare. Inga underarter finns listade i Catalogue of Life.